# Hjälpfartyg
Hjälpfartyg är en typ av örlogsfartyg, som byggts för civila uppgifter, men tidvis inkallas för militär tjänst. Hjälpfartyg kan användas såväl som stridsfartyg som trängfartyg. De utrustas vid mobiliseringen med minräls för minutläggning, kanoner från utrangerade stridsfartyg samt paravaner och minsvep.

Sverige har använt hjälpfartyg som minfartyg, kryssare, minsvepare och kanonbåtar. 
Storbritannien använder som beteckning på hjälpfartyg förkortningen "STUFT" (=Ship Taken Up from Trade). Ett exempel är det ombyggda helikopterhangarfartyget Atlantic Conveyor som sänktes i Falklandskriget
En speciell form av hjälpfartyg är de som utnyttjar den i folkrätten legitima möjligheten att segla under falsk flagg fram till det ögonblick man påbörjar stridshandlingar. Den tyska marinen använde under båda världskrigen, till neutrala lastfartyg maskerade hjälpkryssare, vilka användes för att uppbringa motståndarnas handelsfartyg. Under första världskriget använde Storbritannien sådana fartyg som "ubåtsfällor", det vill säga att man kryssade i farvatten kända för att patrulleras av tyska ubåtar, och när en ubåt kom upp i övervattensläge för att uppbringa eller sänka dem, förvandlade de sig till starkt beväpnade stridsfartyg.